# Муншигандж (округ)
Муншигандж (бенг. মুন্সিগঞ্জ জেলা, англ. Munshiganj District) — округ в центральной части Бангладеш, в области Дакка. Образован в 1984 году из части территории округа Дакка. Административный центр — город Муншигандж. Площадь округа — 955 км². По данным переписи 2001 года население округа составляло 1 293 536 человек. Уровень грамотности взрослого населения составлял 35,8 %, что ниже среднего уровня по Бангладеш (43,1 %). 90,78 % населения округа исповедовало ислам, 8,01 % — индуизм, 1,2 % — христианство.

## Административно-территориальное деление
Округ состоит из 6 подокругов.
Подокруга (центр)
1. Лохаджанг (Лохаджанг)
2. Шринагар (Шринагар)
3. Муншигандж-Садар (Муншигандж)
4. Серадждикхан (Серадждикхан)
5. Тонгибари (Тонгибари)
6. Газария (Газария)